# بيتر بليس
بيتر بليس هو ممثل كندي، ولد في 1949 في أوتاوا في كندا.

## وصلات خارجية
- بيتر بليس على موقع IMDb (الإنجليزية)
- بيتر بليس على موقع أول موفي (الإنجليزية)
- بيتر بليس على موقع قاعدة بيانات الفيلم (الإنجليزية)